# Sarralbe Military Cemetery
Sarralbe Military Cemetery is een Britse militaire begraafplaats met gesneuvelden uit de Eerste Wereldoorlog. Ze ligt in de Franse gemeente Sarralbe (departement Moselle) aan de Rue Principale naast de gemeentelijke begraafplaats, ongeveer 1,5 km zuidwestelijk van het centrum (Église Saint-Martin).
De begraafplaats werd ontworpen door Arthur Hutton en heeft een trapeziumvormig grondplan met afgeronde hoeken en een oppervlakte van nagenoeg 610 m². Het terrein wordt omsloten door een natuurstenen muur. In de zuidelijke hoek van de begraafplaats leiden vijf opwaartse treden naar een metalen hek als toegang. Het Cross of Sacrifice staat in het midden van de noordoostelijke muur die op deze plaats een lichte naar buiten gerichte kromming heeft. 
De begraafplaats wordt onderhouden door de Commonwealth War Graves Commission en telt 107 graven waaronder 3 niet geïdentificeerde.

## Geschiedenis
De begraafplaats werd gestart door de Duitsers, maar bevat nu enkel graven van Britse soldaten die als krijgsgevangene zijn omgekomen. Drieënzestig slachtoffers zijn afkomstig van militaire begraafplaatsen in Haboudange, Morhange, Plaine-de-Walsch, Sarrebourg, Sarreguemines en Saverne (Zabern) en de krijgsgevangenenbegraafplaatsen in Czersk en Fürstenfeldbruck. 
Eén Brits slachtoffer wordt herdacht met een Special Memorial omdat hij begraven werd in Sarrebourg maar wiens graf niet meer gevonden werd.
Tien slachtoffers die in Morhange werden begraven worden herdacht met een Duhallow Block omdat hun graven ook niet meer gevonden werden. 
Onder de geïdentificeerde slachtoffers zijn er 103 Britten en 1 Canadees.

### Onderscheiden militair
- kanonnier J. Robinson (Royal Field Artillery) werd onderscheiden met de Military Medal (MM).